# سندافوة (حديبو)

تعديل مصدري - تعديل

سندافوة هي إحدى قرى مديرية حديبو التابعة لمحافظة سقطرى، بلغ تعداد سكانها 84 نسمة حسب تعداد اليمن لعام 2004.